# Lautenbach (Ablach)
Il Lautenbach (Ablach) è un fiume tedesco dello Stato federale di Baden-Württemberg.
È lungo 1,5 km ed è un affluente dell'Ablach, dalla destra orografica. Tramite l'Ablach è quindi, indirettamente, un affluente del Danubio.
Nasce da due sorgenti collocate a 631 s.l.m. nei pressi di Meßkirch.
Nel suo percorso fa da confine tra i circondari di Göggingen, Krauchenwies, Ringgenbach.